# Diego Fernández de Córdoba (1355-1435)
 (décembre 2024).
Pour l’article homonyme, voir Diego Fernández de Córdoba.
Diego Fernández de Córdoba, né en 1355 et décédé le 15 novembre 1435, a été premier seigneur de Baena, premier maréchal de Castille, et fidèle serviteur des rois Jean Ier, Henri III et Jean II de Castille.

## Origines familiales
Il est un descendant direct de Fernán Núñez de Témez, le général de la Maison de Cordoue, et de Domingo Muñoz, qui a accompagné le roi de Castille Ferdinand III en 1240 lors de la conquête de Cordoue dont ils héritent. Diego est le troisième fils de Gonzalo Fernández de Córdoba y Biedma et de María García Carrillo.

## Vie
Il participe avec son père et son frère Alfonso Fernández de Córdoba y Carrillo aux guerres du Portugal, au siège de Lisbonne et à la bataille d'Aljubarrota.
Lors de la bataille de Valverde, livrée le 15 octobre 1385, les troupes castillanes sont vaincues par le connétable Nuno Álvares Pereira à Valverde de Mérida. Le père de Diego est blessé et succombe à ses blessures le lendemain.
Le 4 mai 1386, Jean Ier de Castille, en récompense de ses grands services à la couronne, lui fait la grâce de la ville de Baena, donation confirmée le 15 juin 1401 par Henri III de Castille. Il est également nommé « shérif » de Cordoue, poste occupé par son père, ainsi que maréchal de Castille. Il est aussi le tuteur de l'infant Jean, futur Jean II de Castille.
En 1392, il est ambassadeur plénipotentiaire à la cour du Portugal. Il participe également à la défense d'Alcaudete et à la conquête d'Antequera en 1410 avec l'infant Ferdinand, futur Ferdinand Ier d'Aragon. Il est mentionné dans la chronique du connétable Álvaro de Luna, que le maréchal Diego, déjà âgé et accompagné de son fils aîné, Juan Rodríguez de Rojas, est en 1431 avec le roi Juan II de Castille dans la bataille contre les Maures aux portes de Grenade.

## Mariages et descendance
Il se marie en première noces avec Sancha García de Rojas (m. 1393), héritière de la seigneurie de Poza à la suite de la mort prématurée de son frère, Lope Sánchez de Rojas. Elle est la fille de Sancho Sánchez de Rojas, seigneur de Poza, et de Juana Palomeque. Sa tante, Sancha de Rojas, la mentionne dans son testament du 30 octobre 1385 en l'appelant Sancha García, fille de son frère Sancho et de Juana, sa femme.
Les enfants de ce premier mariage sont :
- Juan Rodríguez de Rojas (mort avant 1464), seigneur de Poza, qui épouse Elvira Manrique de Lara y Rojas.
- Pedro Fernández de Córdoba y Rojas (mort à Ségovie, en septembre 1435). Il épouse Juana Fernández de Córdoba ou de Montemayor.
- Sancho Sánchez de Rojas (mort le 15 juin 1454), abbé de Salas, puis évêque d'Astorga et nommé évêque de Cordoue en 1440.
- Jeanne de Cordoue épouse Íñigo Hurtado de Mendoza, seigneur de Santa Cecilia.
- Gonzalo, María et Isabel, mentionnés par leur père dans son testament, qui sont décédés alors qu'ils étaient enfants.

Après 1393, devenu veuf de sa première épouse, il épouse Inés de Ayala. De leur union nait :
- Merina de Cordoue, vers 1394, elle épouse Fadrique Enríquez amiral de Castille, qui sont les parents de Jeanne Enríquez épouse de Jean II d'Aragon, parents du roi Ferdinand le Catholique.

Il a un enfant hors mariage, Fernán Alfonso de Córdoba.

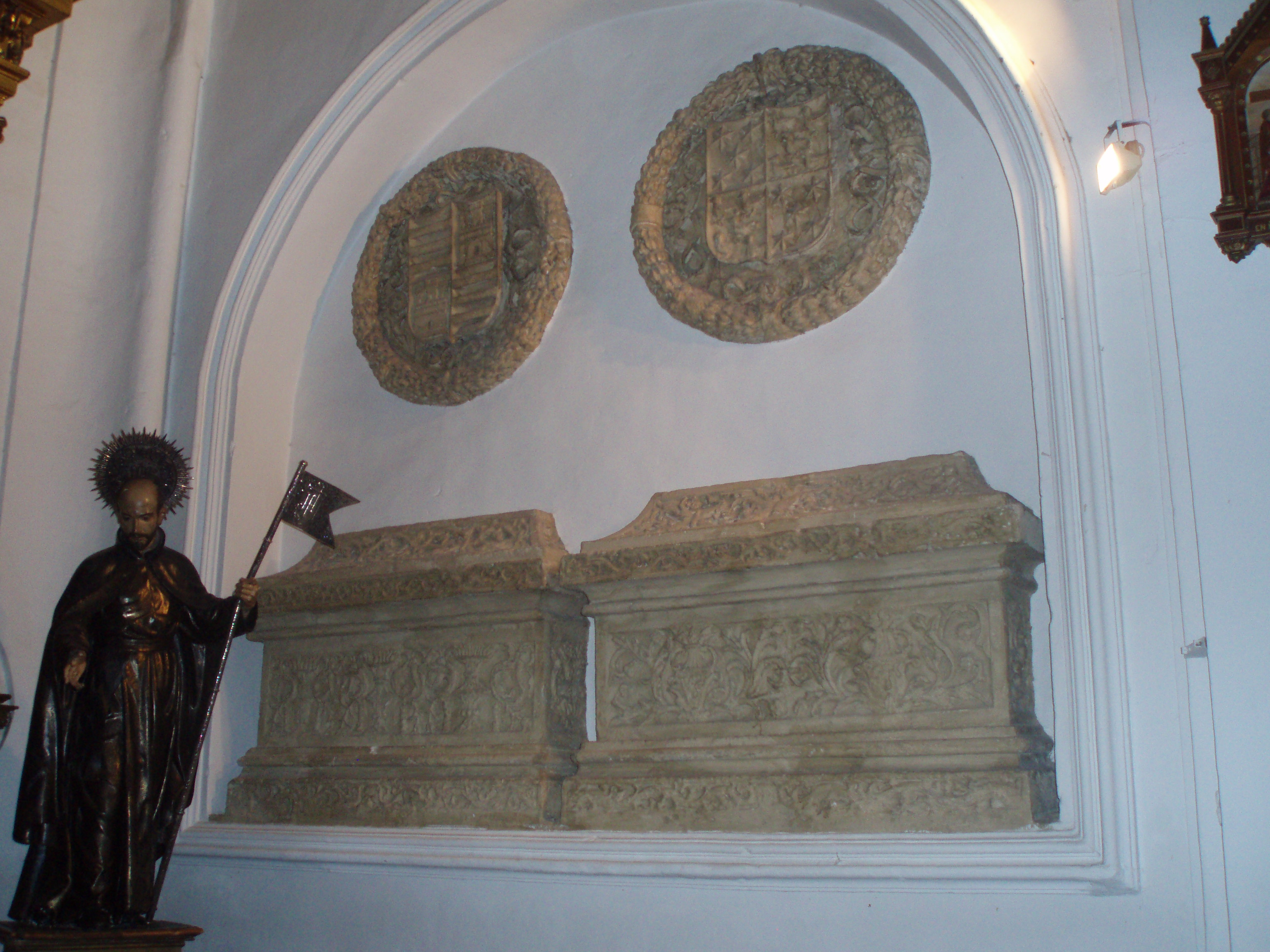
Sépulture de Diego Fernández à Cordoue.

## Mort
Il demande à être enterré dans sa chapelle de Santiago dans le Collège royal de San Hipólito à Cordoue avec sa première femme. Il a fait fabriquer deux sépultures, pour lui et sa défunte femme, répliquant la forme de celle de son beau-père Pedro Suárez à Tolède.